# Краснооктябрьский (Москва)
Краснооктябрьский — бывший посёлок городского типа, располагавшийся до 1960 года на территории Московской области. Располагался к юго-западу от путей Октябрьской железной дороги в районе нынешних улиц Солнечногорская, Сенежская и 4-й Лихачёвский переулок.

## История
Рабочий посёлок Краснооктябрьский был образован в 1928 году. С 1929 года входил в состав Сходненского района, с 1932 года в Красногорском районе, с 1940 — в Химкинском. 17 августа 1960 года включён в черту города Москвы. В 1959 году в посёлке проживало 21 029 жителей.